# George Finch (Architekt)
George Finch (8. Oktober 1930 in Tottenham – 13. Februar 2013) war ein britischer Architekt. Er war überzeugter Sozialist und glaubte, Architektur könne die Leben der Nachkriegs-Londoner verändern. Finchs Ideale waren der Antrieb für seine Leidenschaft, sozialen Wohnungsbau und öffentliche Einrichtungen für gewöhnliche Menschen auf höchstem Niveau zu entwerfen.

## Leben

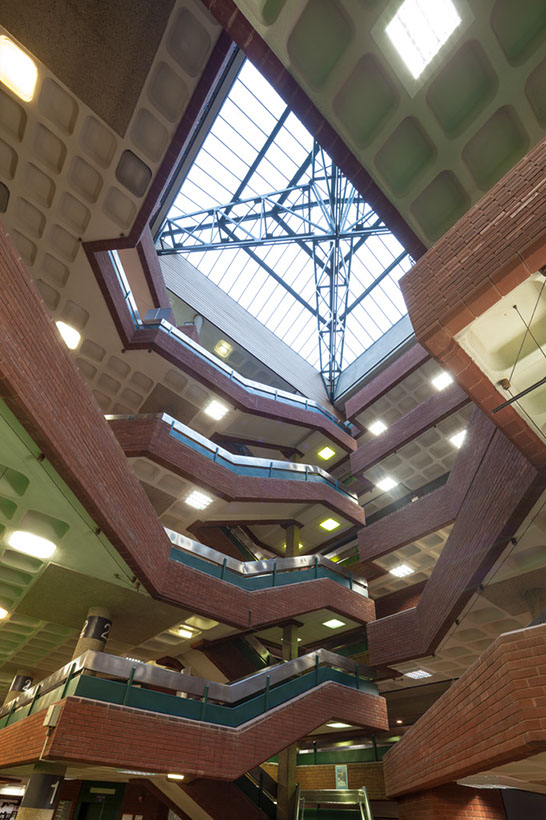
Brixton Recreation Centre

Sohn eines Milchmanns wurde Finch im Zweiten Weltkrieg nach Saffron Walden, Essex, evakuiert, wo er die Newport Free Grammar School absolvierte. Anschließend studierte Finch Architektur an der North London Polytechnic. 1950 erhielt er ein Stipendium des LCC und wechselte er an die Architectural Association School of Architecture. Zu seinem Abschlussjahrgang 1955 gehörten Neave Brown, Kenneth Frampton, Patrick Hodgkinson, William Gillitt und Roy Stout.

## Privat
1955 heiratete Finch Brenda Vicary, mit der er fünf Kinder hatte. Nach der Scheidung traf er in den späten 1960er Jahren die Architektin Kate Macintosh, mit der er bis an sein Lebensende lebte und arbeitet. Der Beziehung entstammt der gemeinsame Sohn Sean.

## Werke (Auswahl)
- Spring Walk Housing, Stepney, London[6]
- Suffolk Estate in Haggerston, Hackney, London 1960
- Angrave Street Housing, Haggerston
- Wates blocks, Hurley Rd, London 1967
- Cotton Gardens, London 1968
- Lambeth Towers (Entwurf 1964), London 1972
- Brixton Recreation Centre (Entwurf 1971), London 1985 (Grade II Listing[7])
- Derby Playhouse Theater mit Roderick Ham, 1975
- Wolsey Theatre mit Roderick Ham, Ipswich
- Umbau der Chelsea Town Hall in eine Bibliothek, 1978
- Park Community School, Hampshire, 1991
- Weston Adventure Playground mit Kate Macintosh, Southampton (RIBA award 2005)